# Tanystylum bredini
Tanystylum bredini är en havsspindelart som beskrevs av Child, C.A. 1970. Tanystylum bredini ingår i släktet Tanystylum och familjen Ammotheidae. Inga underarter finns listade i Catalogue of Life.